# Medalla por Servicio Distinguido del Ejército
La Medalla por Servicio Distinguido del Ejército (en inglés: Army Distinguished Service Medal) es una condecoración de los Estados Unidos, creada el 2 de enero de 1918 por Woodrow Wilson, otorgada a oficiales y tropa del Ejército de Estados Unidos que se distinguen por el servicio meritorio excepcional al gobierno en un lugar de gran responsabilidad. Puede ser otorgada tanto por acciones de combate o fuera de combate. La actuación ha de ser claramente excepcional. La realización excepcional del deber normal no justifica su concesión .
Ocupa el tercer lugar entre las condecoraciones del Ejército, inmediatamente después de la Cruz de Servicios Distinguidos

## Historia
Fue autorizada por Orden del Presidente el 2 de enero de 1918 y anunciada por la Orden General n.º 6 del Departamento de Guerra el 12 de enero. Fue confirmada por el Congreso el 9 de julio de 1918.
Cada rama del servicio (Marina, Fuerza Aérea y Guardacostas ) tiene su propia medalla, y existe una quinta versión , que es la Medalla por Servicio Distinguido de Defensa. La medalla del ejército normalmente es llamada "Medalla por Servicio Distinguido", mientras que para las otras ramas del servicio se utiliza el nombre como prefijo .
Puede ser otorgada a personas ajenas a las Fuerzas Armadas de Estados Unidos, pero solo para servicios en tiempo de guerra y bajo circunstancias excepcionales, y con la aprobación expresa del Presidente .
Entre los primeros en recibirla figuran los Oficiales Comandantes de los Ejércitos Aliados .

## Diseño
Consiste en el escudo de los Estados Unidos en oro, rodeado por un anillo en esmalte azul oscuro de 38mm de diámetro, con la inscripción FOR DISTINGUISHED SERVICE - MCMXVIII en letras doradas. En el reverso hay un espacio para grabar el nombre del receptor sobre un trofeo de banderas y armas. Cuelga de una cinta de 35mm de ancho, con una franja de 8mm escarlata a los lados, una de 2mm azul oscuro y una franja central blanca de 16mm. Las condecoraciones posteriores indican mediante hojas de roble.

## Receptores Notables Extranjeros
- Ferdinand Foch, Mariscal de Francia
- Joseph Joffre, Mariscal de Francia
- Philippe Pétain, General y posteriormente Mariscal de Francia
- Sir Douglas Haig, Mariscal de Campo
- Arthur Currie General, Ejército Canadiense
- General John Monash de Australia
- General Armando Diaz de Italia
- General Cyriaque Gillain de Bélgica .
- Chiang Kai-shek, General del Ejército Chino
- Harry Crerar, Teniente General , Ejército Canadiense
- Andrew Browne Cunningham, Almirante de la Flota, Marina Real Británica
- Miles Dempsey , Teniente General , Ejército británico
- John Dill, Mariscal de Campo, Ejército británico
- Freddie De Guingand, Mayor General, Ejército británico
- Arthur Harris, Mariscal de la Real Fuerza Aérea
- Alphonse Juin, General, Ejército Francés (después Mariscal de Francia)
- Bernard Law Montgomery, Mariscal de Campo, Ejército británico
- Louis Mountbatten, Almirante de la Flota, Marina Real Británica
- Jean de Lattre de Tassigny , General , Ejército Francés (después Mariscal de Francia)